# Mars 1837

## Événements
- 4 mars : début de la présidence démocrate de Martin Van Buren aux États-Unis (fin en 1841).

- 10 mars : Honoré de Balzac arrive à Venise et il s'installe à l'hôtel Danieli, dans la suite que George Sand a occupée trois ans plus tôt avec Alfred de Musset.

- 15 - 16 mars, France : mouvement de panique chez les petits épargnants.

- 29 mars, France : loi sur la liberté de l'enseignement secondaire.

- 30 mars, France : Louis-Napoléon Bonaparte débarque aux États-Unis.

- 31 mars, France : loi autorisant le Trésor à déposer à la Caisse des dépôts et consignations les fonds reçus des Caisses d’épargne.

## Naissances
- 1er mars : Georg Moritz Ebers (mort en 1898), égyptologue allemand.
- 7 mars : Henry Draper, pionnier américain de la photographie astronomique († 20 novembre 1882).
- 12 mars : Alexandre Guilmant, organiste, improvisateur, compositeur et professeur français.

- 13 mars :
  - Joseph Letz, architecte français.
  - Sanjō Sanetomi, noble et homme d'État japonais.

- 14 mars  : Charles Ammi Cutter, bibliothécaire américain.

- 15 mars : 
  - Jules Dutilleul, homme politique français.
  - Esprit Jouffret, militaire et mathématicien français.
  - Johann Joseph Keel, homme politique suisse.
  - Charles de Weck, homme politique suisse.
- 16 mars : Henri Iweins d'Eeckhoutte, homme politique belge.
- 18 mars : Grover Cleveland, futur président des États-Unis († 24 juin 1908).
- 21 mars :
  - Bocanegra (Manuel Fuentes y Rodríguez), matador espagnol († 21 juin 1889).
  - Theodore Nicholas Gill (mort en 1914), zoologiste américain.
- 23 mars : Comtesse de Castiglione, courtisane italienne († 28 novembre 1899)
- 24 mars : Horace Parnell Tuttle (mort en 1923), astronome américain.

## Décès
- 8 mars : Domingos Sequeira, peintre portugais (° 10 mars 1768).
- 13 mars : Jean-Baptiste Marie Scipion Ruffo de Bonneval, homme d'église français.
- 15 mars :
  - Lukijan Mušicki, linguiste, philosophe et écrivain serbe.
  - Joseph Terral, homme politique français.
- 16 mars : François-Xavier Fabre, peintre et graveur français.
- 27 mars : Otto Magnus von Stackelberg (né en 1786), archéologue, peintre et écrivain d'origine germano-balte.
- 30 mars : Antoine Dubois (né en 1756), chirurgien français.
- 31 mars :
  - John Constable, peintre britannique (° 11 juin 1776).
  - Victor Joseph Dewora, pédagogue allemand